# إعلام وصحافة إيه سي ميلان
لا تقتصر وسائل الإعلام التي تعني بشؤون نادي إيه سي ميلان على وسيلة إعلامية بعينها بل تمتد لتشمل أغلب الوسائل الإعلامية سواء التلفاز أو المذياع والصحف والمجلات أضافة للمواقع الألكترونية وهناك صنفين للوسائل الإعلامية تلك، صنف يتبع النادي، وصنف آخر مقرب من النادي.

## وسائل إعلام تتبع النادي
- قناة Milan Channel: قناة إيه سي ميلان هي قناة تلفزيونية رياضية متخصصة في شؤون النادي، تأسست عام 1999، وتبث باللغة الإيطالية.[1]
- محطة Milan Inter Radio TV: إذاعة ميلان إنتر هي محطة خاصة مقرها مدينة ميلانو تأسست عام 2005.[2]
- الموقع الألكتروني الرسمي: هو الموقع الرسمي الخاص بالنادي اللومباردي ويدار تحت أشراف إدارة النادي وهو يتناول جميع أخبار النادي ونتائج الفرق الرياضية التابعة للنادي، وهو بسبع لغات الإيطالية، الإنجليزية، الإسبانية، البرتغالية، العربية، الصينية واليابانية [3]
- مجلة Forza Milan: مجلة فورزا ميلان هي مجلة دورية صادرة من قبل دار بانيني للتوزيع بالتعاون مع إدارة النادي وتصدر شهريا بواقع اثنا عشرة عددا كل عام، أول أصدار للمجلة بدأ اعتبارا من عام 1963 وتتناول شؤون النادي والفرق التابعة لة.[4]

## وسائل إعلامية مقربة من النادي
توجد العديد من الوسائل الإعلامية غير التابعة للنادي تعني بشؤون النادي وغالبا يكون ذلك بحكم وجود تلك الوسائل في أقليم لومبارديا الذي ينتمي الية نادي إيه سي ميلان ومن أهم تلك الوسائل الإعلامية:-
- قنوات Mediset التلفزيونية الفضائية.
- صحيفة La Gazzetta dello Sport  لاغازيتا ديلو سبورت.[6]